# Iotape de Mèdia
Iotape de Mèdia (en llatí Iotape, en grec antic Ἰωτάπη) va ser una princesa de la Mèdia Atropatene, filla del rei Artavasdes I de Mèdia.
Es va casar amb Alexandre Heli fill de Marc Antoni, després de la campanya armènia del 34 aC. Marc Antoni va cedir a Artavasdes la part d'Armènia que havia conquerit. Després de la batalla d'Àccium (31 aC), Octavi (August) va retornar a la princesa al seu pare.